# Горличка-інка мексиканська
Горличка-інка мексиканська (Columbina inca) — вид голубоподібних птахів родини голубових (Columbidae). Мешкає в США, Мексиці і Центральній Америці.

## Опис

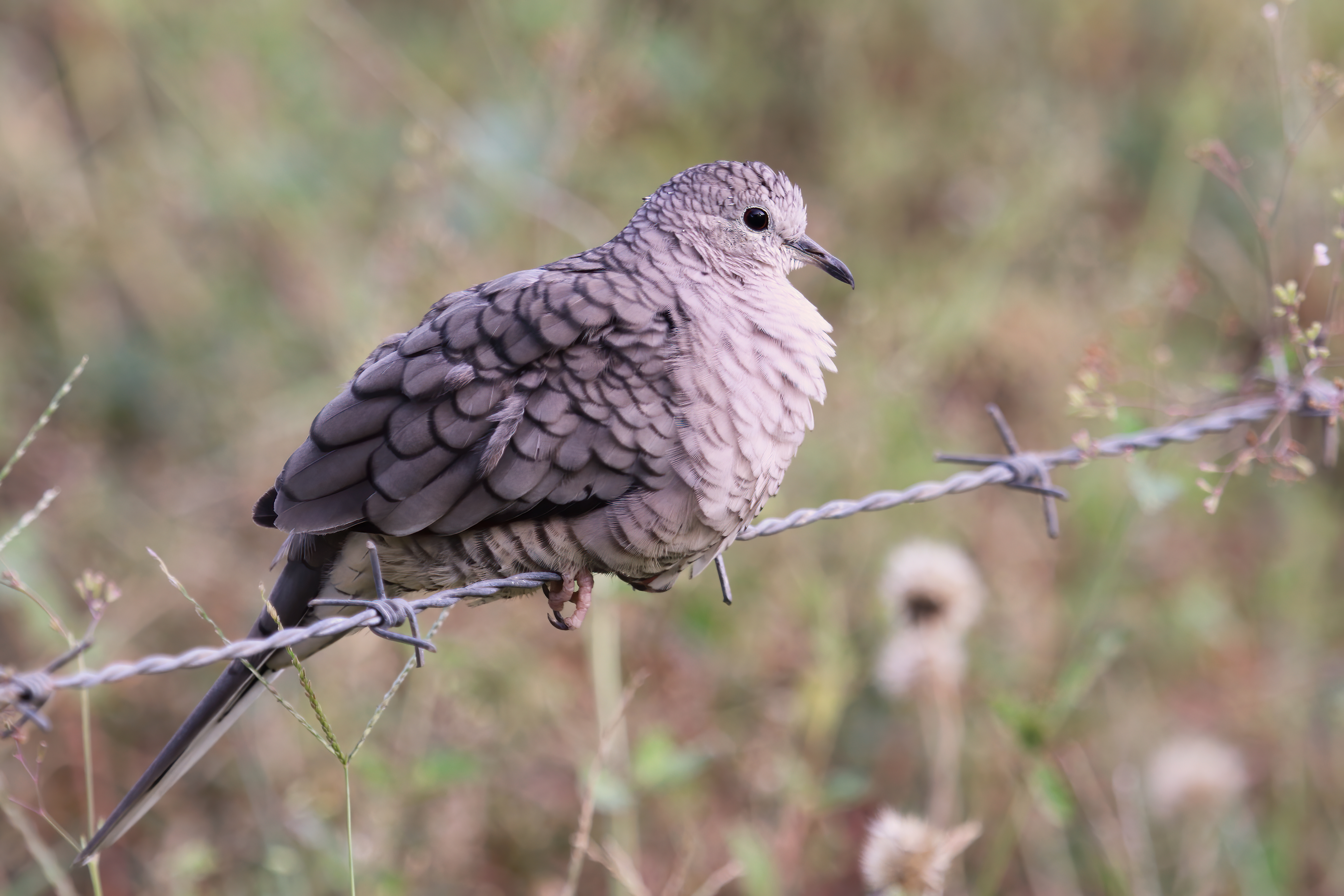
Мексиканська горличка-інка (Коста-Рика)

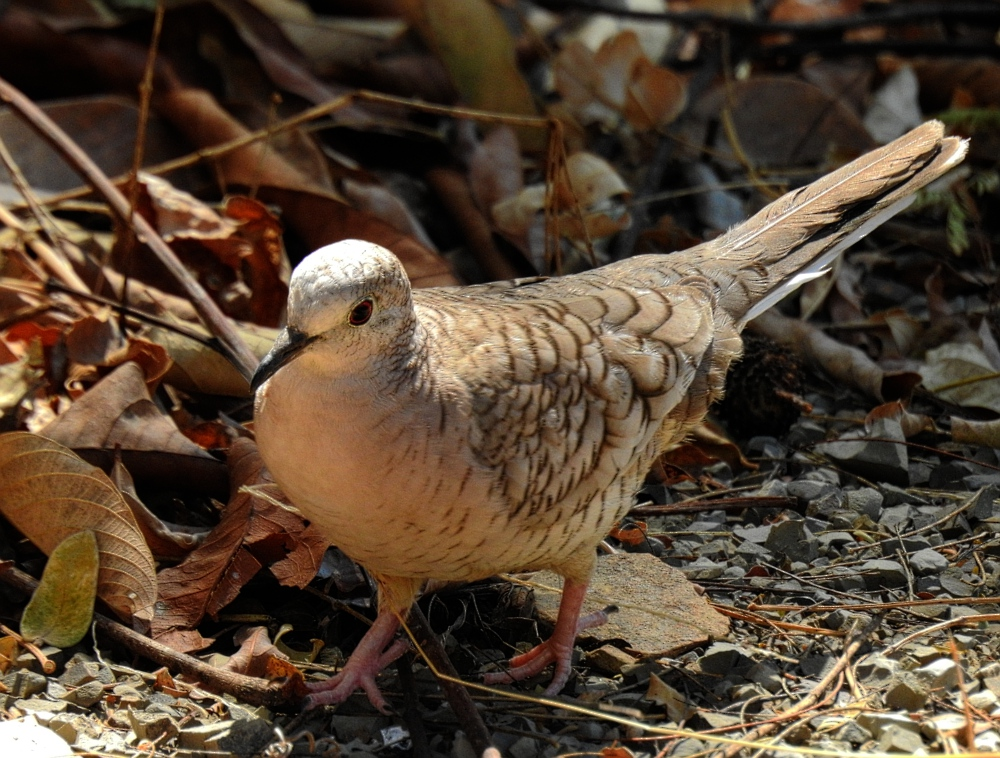
Мексиканська горличка-інка (Коста-Рика)

Довжина птаха становить 16,5-23 см, розмах крил 28,5 см, вага 30-58 г. Забарвлення переважно сірувато-коричне, пера на тілі мають темно-сірі краї, що формують лускоподібний візерунок. Лоб блідо-сірий, голова і шия рожевувато-коричневі. У самців лоб і груди мають виражений рожевий відблиск. Хвіст довгий, на кінці прямий, стернові пера мають білі кінчики, помітні в польоті. В польоті крила птахів видають характерний дзижчачий звук, що пов'язано зі зменшеними восьмими і дев'ятими першорядними маховими перами.

## Поширення і екологія
Мексиканські горлички-інки мешкають в на південному заході Сполучених Штатів Америки (від південно-західної Каліфорнії і південної Невади до східного Техаса), на більшій частині Мексики (за винятком півостровів Каліфорнія і Юкатан), в Гватемалі, Сальвадорі, Гондурасі, Нікарагуа і Коста-Риці. Їх ареал поступово розширюється на північ і південь. Бродячі птахи спостерігалися в Белізі і Канаді. Мексиканські горлички-інки живуть в сухих, відкритих ландшафтах, зокрема в напівпустелях і в чагарникових заростях, а також трапляються на сільськогосподарських землях поблизу людських поселень. Зустрічаються зграйками від 3 до 7 птахів, на висоті до 3000 м над рівнем моря.
Мексиканські горлички-інки ведуть переважно наземний спосіб життя. Більшу частину часу вони проводять на землі, де шукають насіння. Іноді вони також живляться ягодами. Сезон розмноження в США у них триває з кінця лютого по жовтень, в мексиканському штаті Халіско з травня по липень, а в мексиканому штаті Ідальго з середини березня до початку жовтня. Мексиканські горлички-інки гніздяться на деревах, часто вони використовують покринуті гнізда інших птахів. В кладці 2 білих яйця. Інкубаційний період триває 14 днів. Пташенята покидають гніздо через 14-16 днів після вилуплення.
Мексиканські горлички-інки є вразливими до холоду. Коли температура опускається нижче -7 °C, вони збираються разом, щоб зігрітися на сонці. Такі зграї можуть нараховувати до сотні птахів. Іноді вони навіть можуть збиратися в купку, формуючи «піраміду».